# Bish Bosch
Bish Bosch è il quattordicesimo album in studio del cantautore statunitense Scott Walker, pubblicato il 3 dicembre 2012 dall'etichetta 4AD. Definita dallo stesso autore come «l'ultimo capitolo di una trilogia» iniziata da Tilt (1995) e proseguita da The Drift (2006), è la sua opera più lunga, con i suoi settantatré minuti di durata, e contiene pure la sua composizione più lunga, SDSS1416+13B (Zercon, A Flagpole Sitter), di ventuno minuti e quaranta secondi.

## Accoglienza
Bish Bosch è stato accolto in maniera molto positiva dalla critica. Metacritic, che assegna un punteggio normalizzato massimo di 100 basato sulle opinioni della critica mainstream, gli dà un voto medio di 78, analizzando 33 recensioni professionali. Riviste quali The Independent, The Guardian eThe Sunday Times, lo hanno inserito nelle loro classifiche dei migliori album della settimana, Mojo in quella del mese, ed in quella dell'anno da Tiny Mix Tapes.
| Recensione       | Giudizio |
| ---------------- | -------- |
| Metacritic       | 78/100   |
| AllMusic         | [ 6 ]    |
| Beats Per Minute | (89%)    |
| Consequence      | [ 8 ]    |
| The Guardian     | [ 9 ]    |
| The Independent  | [ 10 ]   |
| Pitchfork        | (8.0/10) |
| Slant Magazine   | [ 12 ]   |
| Sputnikmusic     | (3.5/5)  |
| Tiny Mix Tapes   | [ 14 ]   |
| NME              | 3/10     |

## Lista delle tracce[16]
1. 'See You Don’t Bump His Head' – 4:06
2. Corps De Blah – 10:11
3. Phrasing – 4:45
4. SDSS1416+13B (Zercon, A Flagpole Sitter) – 21:41
5. Epizootics! – 9:40
6. Dimple – 6:47
7. Tar – 5:39
8. Pilgrim – 2:26
9. The Day The 'Conducator' Died (An Xmas Song) – 7:45

## Formazione

### Musicisti
- Scott Walker - voce (1,2,3,4,5,6,7,8,9), chitarra elettrica (9), tastiere (8,9), percussioni (9)
- Hugh Burns - chitarra acustica (2,4,6), chitarra elettrica (1,2,3,4,5,7), chitarra elettrica baritona (1,2,3,4,5,7), chitarra E-Bow (1,4,7), dobro (4), ukulele (5), steel guitar hawaiana (5)
- James Stevenson - chitarra elettrica (2,4), chitarra elettrica baritona (1,2,4), chitarra mando (4)
- Alasdair Malloy - percussioni (1,2,3,4,5,6,7), Tuned Gongs (6), machete (7)
- Mark Warman - tastiere (1,2,3,4,5,6,7), drum programming (1), Tuned Gongs (6), battito di mani (5), machete (7)
- Peter Walsh - tastiere FX (1,2,3,4,5,6,7), Drum Programming (1), schiocchi di dita (5)
- Ian Thomas - batteria (2,3,4,5,6,7,8)
- John Giblin - basso (2,3,4,5,6,7), contrabbasso (8)
- Paul Willey - violino armonico (2)
- Michael Laird - corni di ariete (kudu, shofar) (4)
- Pete Long - sassofono baritono (4,5), tubax (4,5,7)
- BJ Cole - steel guitar hawaiana (5)
- Guy Barker - tromba (5)
- Tom Rees - tromba (5)
- Andrew McDonnell - Lo Rumbles & White Noise (5)

### Orchestra
- Conduttore ed orchestratore - Mark Warman (2,4,6)
- Primi violini - Paul Willey (2,4,6), Boguslaw Kostecki (2,4,6), Jonathan Rees (2,4,6), Laura Melhuish (2,4,6), Dave Ogden (2,4,6), Julian Trafford (2,4,6), Abigail Young (2,4,6), Ruth Ehrlich (2,4,6), Ann Morfee (2,4,6), Dave Smith (2,4,6)
- Secondi violini - Steve Morris (2,4,6), Tom Piggott-Smith (2,4,6), Charlie Brown (2,4,6), Elizabet Wexler (2,4,6), Sebastian Rudnicki (2,4,6), Nikki Gleed (2,4,6), Steve Bentley-Klein (2,4,6), Brian Wright (2,4,6), Clive Dobbins (2,4,6), Paddy Roberts (2,4,6)
- Violoncelli - Frank Schaefer (2,4,6), Justin Pearson (2,4,6), Chris Fish (2,4,6), Joely Koos (2,4,6), Nerys Richards (2,4,6), Dom Pecheur (2,4,6), Tamsy Kayner (2,4,6), Vicky Metthews (2,4,6)
- Contrabbassi - Enno Senft (2,4,6), Chris West (2,4,6), Clare Tyack (2,4,6), Steve Rossell (2,4,6), Stacey Watton (2,4,6), Alice Kent (2,4,6), Stephen Warner (4), Lucy Hare (4)